# لارس بیورن
لارس بیورن (انگلیسی: Lars Björn؛ زادهٔ ۱۶ دسامبر ۱۹۳۱) بازیکن هاکی روی یخ اهل سوئد بود. به عنوان یک مدافع در ۲۱۶ بازی تیم ملی هاکی روی یخ مردان سوئد شرکت کرد و در ۹ رشته مسابقات قهرمانی جهانی IIHF و سه بازی المپیک زمستانی شرکت کرد. او بین سال‌های ۱۹۵۰ و ۱۹۶۳، ۹ قهرمانی هاکی روی یخ سوئد را با باشگاه یورگاردن به دست آورد. لارس در سال ۱۹۹۸ به تالار مشاهیر فدراسیون بین‌المللی هاکی روی یخ راه یافت.

## زندگی شخصی و مرگ
بیورن پدربزرگ مادری داگلاس موری بازیکن بازنشسته لیگ ملی هاکی بود بیورن دریک فصل با باشگاه یورگاردن در موضع دفاع بازی کرد.
بیورن یک شرکت حمل و نقل را اداره می‌کرد، او با مارگارتا ازدواج کرد، دو فرزند داشت و در اسینگن بزرگ در استکهلم زندگی می‌کرد. بیورن در ۱۵ اوت ۲۰۲۴ در سن ۹۲سالگی درگذشت.